# Michelle Brogan
Michelle Brogan, född den 8 februari 1973 i Adelaide, Australien, är en australisk basketspelare som tog på hemmaplan i Sydney tog OS-silver 2000. Hon var även med och tog OS-brons 1996 i Atlanta. 2000 var första gången Australien tog silver vid de olympiska baskettävlingarna. Hon har även tävlat som Michelle Griffiths.